# Unai Simón
Simón  Mendibil est un nom espagnol. Le premier nom de famille, en général paternel, est Simón ; le second, en général maternel, souvent omis, est Mendibil.
Unai Simón Mendibil, né le 11 juin 1997 à Vitoria-Gasteiz en Espagne, est un footballeur international espagnol. Il joue au poste de gardien de but à l'Athletic Club.

## Biographie

### En club
Unai Simón joue pour la première fois au poste de gardien de but par hasard dans son enfance lors d'une fête à San Marcial del Vino, près de Zamora, la commune d'origine de son père. Intégrant le CD Aurrerá de Vitoria, ses qualités à ce poste suscitent l'intérêt de l'Athletic Club dont il intègre les équipes de jeunes en 2011, alors qu'il a 14 ans. Lors de la saison 2014-2015, il joue avec l'équipe C, connue sous le nom du CD Baskonia. 
Le 8 juin 2016, il est promu au sein de le Bilbao Athletic, où il joue un total de 29 rencontres en Segunda División B (troisième division). Il disputera le même nombre de matchs la saison suivante. 
Le 2 juin 2017, il est appelé par l'entraîneur José Ángel Ziganda afin d'effectuer le stage de pré-saison avec l'équipe première de l'Athletic.
Durant l'été 2018, il signe une prolongation de contrat jusqu'en 2023, et se voit prêté à Elche, club évoluant en deuxième division. Toutefois, le 15 août 2018, après le départ de Kepa Arrizabalaga, une blessure à un avant-bras de Iago Herrerín et le conflit entre le club et Álex Remiro concernant une prolongation de contrat refusée par le joueur, il est rappelé en urgence par l'Athletic Club et passe ainsi de quatrième gardien à titulaire. Elche reçoit 175 000 euros de compensation. Cinq jours plus tard, il joue son premier match contre le CD Leganés (victoire à domicile 2-1). Lors de sa troisième apparition, il joue contre le Real Madrid (1-1). Grâce à ses parades, il est élu homme du match[réf. nécessaire]. Il prend part à sept matchs de championnat lors de sa première saison en Liga.
Il est sous contrat avec le club basque jusqu'en 2025. Devenu la star de son équipe, il intègre en septembre 2023 le top 5 des joueurs du club ayant eu le plus de sélections en sélection espagnole.
En juillet 2024, il est opéré à la suite d'une lésion ligamentaire à un poignet, son absence est évaluée entre quatre et cinq mois. Il reprend la compétition le 28 novembre lors d'un match de Ligue Europa remporté 3-0 contre l'IF Elfsborg.

### En sélection
Avec les moins de 19 ans, il participe au championnat d'Europe des moins de 19 ans en 2015. Lors de cette compétition organisée en Grèce, il officie comme gardien remplaçant et ne joue aucun match. Les Espagnols remportent le tournoi en battant la Russie en finale. 
Il dispute ensuite avec les espoirs le championnat d'Europe espoirs en 2019. Lors de cette compétition organisée en Italie, il ne joue qu'un seul match, contre le pays organisateur. Les Espagnols remportent le tournoi en battant l'Allemagne en finale.
Il fait partie de la liste de 24 joueurs établie par le sélectionneur Luis Enrique pour l'Euro 2020 ; il est préféré à David de Gea au poste de gardien titulaire. Lors du huitième de finale face à la Croatie, Unai Simón rate un contrôle sur une passe en retrait de son coéquipier Pedri, ce qui permet aux Croates d'ouvrir le score (victoire 5-3 de l'Espagne). Néanmoins, il joue toute la compétition en tant que titulaire ; la Roja est éliminée en demi-finale aux tirs au but par l'Italie (futur vainqueur).
Le 11 novembre 2022, il fait partie de la sélection de 26 joueurs établie par Luis Enrique pour participer à la Coupe du monde 2022.
En mai 2024, il figure dans une liste élargie de 29 joueurs appelés par Luis de la Fuente pour l'Euro 2024 puis il fait partie de la liste définitive de 26 joueurs publiée le 7 juin,. Il est titulaire lors de cette compétition remportée par son pays qu'il joue en étant touché à un poignet traité par infiltration.
En mai 2025, il fait partie du groupe de 26 joueurs convoqués pour participer à la phase finale de la Ligue des nations.

## Statistiques

### Statistiques en club
| Saison                | Club                  | Championnat           | Championnat | Championnat | Coupe(s) nationale(s) | Coupe(s) nationale(s) | Supercoupe | Supercoupe | Compétition(s) continentale(s) | Compétition(s) continentale(s) | Compétition(s) continentale(s) | Total | Total |
| Saison                | Club                  | Division              | M.          | B.          | M.                    | B.                    | M.         | B.         | Comp.                          | M.                             | B.                             | M.    | B.    |
| 2018-2019             | Athletic Bilbao       | Liga                  | 7           | 0           | 4                     | 0                     | -          | -          | -                              | -                              | -                              | 11    | 0     |
| 2019-2020             | Athletic Bilbao       | Liga                  | 34          | 0           | 4                     | 0                     | -          | -          | -                              | -                              | -                              | 38    | 0     |
| 2020-2021             | Athletic Bilbao       | Liga                  | 37          | 0           | 4                     | 0                     | 2          | 0          | -                              | -                              | -                              | 43    | 0     |
| 2021-2022             | Athletic Bilbao       | Liga                  | 34          | 0           | -                     | -                     | 2          | 0          | -                              | -                              | -                              | 36    | 0     |
| 2022-2023             | Athletic Bilbao       | Liga                  | 31          | 0           | -                     | -                     | -          | -          | -                              | -                              | -                              | 31    | 0     |
| 2023-2024             | Athletic Bilbao       | Liga                  | 36          | 0           | -                     | -                     | -          | -          | -                              | -                              | -                              | 36    | 0     |
| 2024-2025             | Athletic Bilbao       | Liga                  | 21          | 0           | -                     | -                     | 1          | 0          | C3                             | 1                              | 0                              | 23    | 0     |
| 2025-2026             | Athletic Bilbao       | Liga                  | 1           | 0           | -                     | -                     | -          | -          | -                              | -                              | -                              | 1     | 0     |
| Total sur la carrière | Total sur la carrière | Total sur la carrière | 201         | 0           | 12                    | 0                     | 5          | 0          | -                              | 1                              | 0                              | 219   | 0     |

## Palmarès

### En club

#### Athletic Bilbao
- Finaliste de la Coupe d'Espagne en 2020 et 2021
- Vainqueur de la Coupe d'Espagne en 2024
- Finaliste de la Supercoupe d'Espagne en 2022
- Vainqueur de la Supercoupe d'Espagne en 2021

### En sélection

#### Espagne -19 ans
- Vainqueur du championnat d'Europe des moins de 19 ans en 2015

#### Espagne espoirs
- Vainqueur du championnat d'Europe espoirs en 2019

#### Espagne olympique
- Médaillé d'argent aux Jeux olympiques en 2021

#### Espagne
- Ligue des nations:
  - Vainqueur en 2023
  - Finaliste en 2025
- Euro:
  - Vainqueur en 2024